# Manglares en Palmar de Cuautla
Los manglares de Palmar de Cuautla, están ubicados en el municipio de Santiago Ixcuintla (municipio), Nayarit, los manglares son una especie de Arbórea que se encuentran a lo largo de ríos, mares y lagos en las zonas tropicales, sus troncos y raíces se encuentran debajo de la tierra.

## Clima
El clima de la región oeste del país es cálido subhúmedo, la temperatura media anual es de 25 °C,las

## Fauna
Los manglares la mayoría de las veces
Gracias a las condiciones de los manglares hay gran diversidad de especies comerciales en esa región como cangrejos, jaibas, caracoles, ostiones, camarones y langostinos.

## Flora
En la zona costera del estado de Nayarit se encuentra el mangle jeli o gris (Conocarpus erectus) este es un tipo de mangle se encuentra en clima cálidos húmedos o subhúmedos pero existen diferentes maneras en las que puede crecer el mangle:
- Ribereño: Aquellos que crecen cerca de[3]

## Importancia
La importancia que tienen los manglares en el estado es proteger las costas, pues actúan como barrera natural, resguardando a la población de inundaciones cuando se aproxima algún huracán o fenómeno climatológico; mejoran la calidad del agua al funcionar como filtro biológico y ayudan en el mantenimiento de procesos naturales tales como cambios en el nivel del mar.

## Cuidado
Este tipo de manglares a pesar de su importancia se han estado acabando gracias a que se talan y se puede usar como leña, o los desastres naturales afectan a los manglares, pero debemos buscar formas de como cuidarlos:
- Reducir gases de efecto invernadero y evitar el calentamiento global para así evitar sequías. Las sequías son producidas, o aumentadas por estos dos problemas y son uno de los principales factores por los cuales los manglares se deterioran o se pierden totalmente. Esto sin añadir los manglares que han sido deteriorados o devastados a causas de los frecuentes huracanes y tsunamis, la gente generalmente ve el daño que causan en los mares y las zonas turísticas pero los manglares también resultan afectados después de estos desastres naturales.
- Eliminar las lanchas o botes que utilizan gasolina. Las personas que se dedican a la pesca utilizan muy a menudo lanchas para poder salir a conseguir lo que necesitan para su venta, sin ponerse a pensar en todo lo que se ocasiona al llevar este transporte lleno de gasolina, pues a través de las horas va tirando este producto al agua y a la larga mata a la fauna que hay en el manglar. Además al ser uno de los ecosistemas más bellos y emocionantes de conocer pues se encuentran escondidos o en lugares ocultos siempre hay personas que buscan visitarlos de alguna forma y para esto hacen el uso de las lanchas o botes antes mencionados que siempre hacen lo mismo, contaminar.
- Eliminar el turismo convencional. El hombre tiene el instinto de descubrir cosas nuevas o ver lo desconocido, y al ser los manglares un lugar tan único y especial, el instinto es compartirlo con las demás personas y para esto se quiere implementar el turismo, lo que se vuelve incorrecto pues muchas veces para que las personas puedan acceder a este se tiene que modificar, con cemento o quitando unas partes de este lugar lo que aunque no parezca está dañando poco a poco toda la cadena trófica que se encuentra en este ecosistema.
- Implementar el ecoturismo. El ecoturismo o turismo de naturaleza es una forma alternativa del turismo, en ella se busca que la gente acceda a estos manglares sin modificarse o dañarse alguna parte del paisaje, ni molestar a la flora u fauna que se encuentran dentro de esta. El ecoturismo es algo que debería estar implementado en todos los ecosistemas, sin embargo, no es revisado en todos los aspectos por las autoridades, por lo tanto, implementar aún más el ecoturismo es una buena solución para conservar los manglares.
- Rehabilitación hidrológica. Una vez que el manglar ya se encuentre dañado o contaminado lo primero que se debe hacer para tratar de salvarlo es esta rehabilitación hidrológica que se debe hacer por expertos e ingenieros ambientales, se hace un estudio sobre el grado de contaminación del agua y mediante proyectos, presas diminutas y otros métodos tratar de limpiar toda el agua posible sin afectar la flora y fauna de dentro de este, en su caso tratar de salvarlos trasladándolos a otro manglar de ser posible.
- Realizar campañas de recuperación para concienciar a la población sobre la importancia que tienen los manglares en nuestra región, esas campañas hacerlas llegar a las escuelas, porque son los niños los que sufrirán las consecuencias del daño que se le está haciendo a los manglares, para estas campañas no es necesario invertir mucho dinero, se necesitaría difundir la información en redes sociales para así poder llegar a más personas y poder preservar por más tiempo los manglares de la zona oeste del país.
- Reforestación. Después de hacer la rehabilitación ecológica, buscar los árboles y plantas que se encuentran en mal estado y de ser necesario quitarlos si pueden afectar a los demás o a los animales. Posteriormente plantar más de este tipo de plantas para que el manglar vuelva a llenarse de vida.
- Fortalecer los instrumentos de política ambiental. Ya existen diversas leyes que apoyan a los ecosistemas, y a la biodiversidad, y hasta específicamente los manglares, pero estos no se aplican debidamente por las autoridades pues para ellos son un tema de poco interés a comparación de otros. Se busca fortalecer estas leyes y además aplicarlas de la forma en la que se debe.
- Reorganización de los habitantes de los alrededores los manglares para evitar la pesca. Se debe de llevar un control de las personas que realizan la pesca, pues ya que es casi imposible erradicarla mejor se busca que no se abuse de ella, que los pesqueros tengan turnos y límites para hacerlo, pues lo primordial es cuidar a todos los seres vivos que residen en el manglar.